# El infierno (film, 2010)
Az El infierno (címének jelentése: A pokol) 2010-ben bemutatott mexikói film, mely egy kevés fekete humorral és politikai szatírával mutatja be az észak-mexikói drogbandák háborúit, gyermekeket és nőket sem kímélő kegyetlenkedéseit valamint a szervezett bűnözés összefonódását a rendőrséggel és a politikával.

## Cselekmény
|  | Alább a cselekmény részletei következnek! |

Benjamín García, azaz Benny Mexikóból az Amerikai Egyesült Államokba települ át, de 20 év után, 2010-ben hazatoloncolják. Hazaérve meglátogatja idős édesanyját, keresztapját és San Miguel Arcángel falut és megtudja: bátyját, aki időközben Ördög néven az egyik helyi drogkartellhez csatlakozott, megölték. Elhatározza, kideríti, ki, hogyan és miért ölte meg bátyját. Megtudja, hogy bátyja egy Guadalupe, becézve Lupita nevű nővel élt együtt, aki örömlányként „dolgozik” egy bárban, és hogy egy fiuk is született: Benjamín, aki most 14 éves.
Benny és Lupita hamarosan szeretőkké válnak, de életük nem telik nyugodtan. A gyereket a rendőrök lopás miatt elfogják, és pénz kellene a kiszabadítására. Benny úgy dönt, hogy elfogadja egy régi barátja, Cochiloco ajánlatát, és beáll José Reyes drogbandájába, hogy pénzt kereshessen. Kiderül, hogy José testvére, Francisco Reyes, azaz Pancho egy vetélytárs drogbanda vezetője. Néhány „könnyű küldetést” teljesítve (kábítószer vétele és eladása, rendőrök megvesztegetése) Benny pénzhez jut, de az igazi gazdagság akkor köszönt rá, amikor Pancho néhány embere megtámadja őt és Cochilocót, és végeznek támadóikkal. Benny eleinte elszörnyedve tekint ezekre az alvilági cselekményekre, de lassan hozzászokik még a gyilkosságokhoz is, sőt, amikor Lupitát a bártulajdonos megfenyegeti és megveri, kegyetlen bosszút áll rajta.
Benny azt tervezi, hogy a megszerzett pénzével ő, Lupita és a gyerek átszöknek az USA-ba, de egy akció során a rendőrség lecsap rá és három társára, Cochilocóra, Vasztékra és Babára. A fogság során Ramírez nyomozó ajánlatot tesz nekik: ha vallomást tesznek Reyesék ellen, szabadságot és védelmet kapnak. Az ajánlatot nem fogadják el, de Ramírez névjegyeit többen megőrzik és mivel csak „kis halaknak” számítanak, elengedik őket.
José, a banda vezére azt tervezi, a jövőben fia, Jesús, azaz J. R. lesz majd az utódja. Ezért már most átad neki bizonyos feladatokat. Jesús több csoportra osztja a bandát, de amíg Benny és a barátságtalan, de „munkáját” jól végző társa, Őrmester egy feladatot teljesítenek, Pancho emberei lecsapnak Jesúsra és társaira, Jesúst és Babát meg is ölik. José és felesége, Mari asszony miközben gyászolja szeretett gyermekét, bosszút esküszik: egyrészt Pancho gyerekeire kezdenek vadászni, másrészt meg a Jesús haláláért felelőssé tett Cochilocó kedvenc, elsőszülött fiát, Cochiloquitót is megöletik. Ekkor már Cochiloco is José ellen fordul, egy pisztollyal a kezében elindul „igazságot tenni”, de hamarosan meghal. Halálának körülményei a filmből nem derülnek ki.
A banda maradék tagjainak José rengeteg pénzt ajánl fel Pancho bandájának elpusztításáért. Az Őrmester vezényletével el is indulnak és egyetlen éjszaka alatt 8 embert végeznek ki, köztük magát Panchót is. Egyik áldozatuk halála előtt elárulja, egy Kisördög nevű ember árulta el J. R. hollétét Panchóéknak. Benny azonnal tudja, hogy Kisördög nem lehet más, mint saját unokaöccse, hiszen bátyját Ördögnek hívták. Otthon kifaggatja a fiút és kiderül: ő mindvégig tudta, hogy apját, azaz Benny bátyját Joséék ölték meg, bizonyítékul átadja Bennynek azt a nyakláncot, amit gyilkosai elvettek tőle és neki adták. Benny ekkor felkeresi Vasztékot, aki még azt is elmondja, hogyan és miért ölték meg Benny bátyját: nem kisebb bűne volt, minthogy lefeküdt a főnök feleségével, Mari asszonnyal.
A rengeteg ember szörnyű halálát látva és saját bátyja történetét megtudva Benny végső elkeseredésében Ramírez felügyelőhöz fordul, és emlékezteti ajánlatára: vallomásért cserébe védelmet kap. Amint azonban elmondja 2 és fél órás, videóval rögzített részletes terhelő vallomását José Reyes ellen, kiderül, hogy valójában Ramírez is Reyes embere: azonnal elküldi Josének a vallomást. Ezután kínzásnak vetik alá Bennyt, de nem árulja el, hogy hol van a „Kisördög” (a fiút korábban Nogalesen keresztül Arizonába küldte). Ezután az őt szállító embereknek pénzt ajánlva majdnem kiszabadul, de meglövik, és otthagyják, mert azt hiszik, meghalt. Azonban életben maradt: hazatér Lupitához, de őt is holtan találja az ágyban.
Néhány nappal később a faluban fényes ünnepélyt rendeznek a mexikói függetlenség 200 és a mexikói forradalom 100 éves évfordulója alkalmából: itt jelen van maga José Reyes, és felesége is több emberükkel együtt, köztük Félix, a korrupt politikus, a korábbi községi elnök. Az ünnep végén azonban a tömegben hirtelen feltűnik Benny egy géppisztollyal és agyonlövi összes korábbi bűntársát.
|  | Itt a vége a cselekmény részletezésének! |

## Szereposztás
- Damián Alcázar ... Benjamín García, azaz „El Benny”
- Joaquín Cosío ... Eugenio Matta, azaz „Cochiloco”
- Ernesto Gómez Cruz ... Don José Reyes / Don Francisco Reyes
- Elizabeth Cervantes ... Guadalupe Solís, azaz „Lupe, Lupita”
- Kristyan Ferrer ... Benjamín García, Benny unokaöccse, Lupita fia
- Mauricio Isaac ... Jesús Reyes, azaz „J. R.”
- María Rojo ... Doña Mari Reyes
- Jorge Zárate ... „Vaszték”
- Alfonso Figueroa ... „Baba”
- Dagoberto Gama ... „Őrmester”
- Angelina Peláez ... Benny édesanyja
- Salvador Sánchez ... Rogaciano García, Benny keresztapja
- Emilio Guerrero ... Félix, a községi elnök
- Daniel Giménez Cacho ... Ramírez kapitány
- Mario Almada ... „Texano”
- Alejandro Calva ... rendőrfőnök
- Silverio Palacios ... Csótány és Pánfilo (ikrek)
- Isela Vega ... Rosaura
- Tony Dalton ... amerikai fegyverkereskedő
- Carlos Cobos ... Meme (a motel tulajdonosa)
- José Concepción Macías ... a pap
- Tenoch Huerta ... El Diablo
- Daniel Martínez ... Mendoza, rendőr

## Díjak és jelölések
| 2011 | Ariel-díj                              | Arany Ariel                                                | Luis Estrada                                                | Elnyerte |
| 2011 | Ariel-díj                              | Ezüst Ariel – Legjobb férfi főszereplő                     | Damián Alcázar                                              | Elnyerte |
| 2011 | Ariel-díj                              | Ezüst Ariel – Legjobb művészeti rendezés                   | Salvador Parra, María José Pizzaro                          | Elnyerte |
| 2011 | Ariel-díj                              | Ezüst Ariel – Legjobb rendező                              | Luis Estrada                                                | Elnyerte |
| 2011 | Ariel-díj                              | Ezüst Ariel – Legjobb szerkesztés                          | Mariana Rodríguez, Webster Batista                          | Elnyerte |
| 2011 | Ariel-díj                              | Ezüst Ariel – Legjobb smink                                | Roberto Ortiz                                               | Elnyerte |
| 2011 | Ariel-díj                              | Ezüst Ariel – Legjobb hang                                 | Pablo Lach, Miguel Hernández, Miguel Molina, Santiago Núñez | Elnyerte |
| 2011 | Ariel-díj                              | Ezüst Ariel – Legjobb speciális hatások                    | Alejandro Vázquez                                           | Elnyerte |
| 2011 | Ariel-díj                              | Ezüst Ariel – Legjobb férfi mellékszereplő                 | Joaquín Cosio                                               | Elnyerte |
| 2011 | Ariel-díj                              | Ezüst Ariel – Legjobb operatőr                             | Damián García                                               | Jelölés  |
| 2011 | Ariel-díj                              | Ezüst Ariel – Legjobb ruházat                              | María Estela Fernández                                      | Jelölés  |
| 2011 | Ariel-díj                              | Ezüst Ariel – Legjobb eredeti forgatókönyv                 | Luis Estrada, Jaime Sampietro                               | Jelölés  |
| 2011 | Ariel-díj                              | Ezüst Ariel – Legjobb férfi mellékszereplő                 | Ernesto Gómez Cruz                                          | Jelölés  |
| 2011 | Ariel-díj                              | Ezüst Ariel – Legjobb női mellékszereplő                   | María Rojo                                                  | Jelölés  |
| 2011 | Goya-díj                               | Legjobb nem spanyolországi, de spanyol nyelvű film         |                                                             | Jelölés  |
| 2011 | Havannai filmfesztivál                 | Legjobb művészeti rendezés                                 | Salvador Parra, María Estela Fernández                      | Elnyerte |
| 2011 | Havannai filmfesztivál                 | Legjobb zene                                               | Michael Brook                                               | Elnyerte |
| 2011 | Havannai filmfesztivál                 | Legjobb gyártástervezés                                    | Salvador Parra                                              | Elnyerte |
| 2011 | Havannai filmfesztivál                 | Legjobb ruházat                                            | María Estela Fernández                                      | Elnyerte |
| 2011 | Havannai filmfesztivál                 | Legjobb film                                               |                                                             | Elnyerte |
| 2011 | Mexikói filmes újságírók díja          | Ezüst Istennő – Legjobb férfi főszereplő                   | Damián Alcázar                                              | Elnyerte |
| 2011 | Mexikói filmes újságírók díja          | Ezüst Istennő – Legjobb férfi mellékszereplő kis szerepben | Dagoberto Gama                                              | Elnyerte |
| 2011 | Mexikói filmes újságírók díja          | Ezüst Istennő – Legjobb rendező                            | Luis Estrada                                                | Elnyerte |
| 2011 | Mexikói filmes újságírók díja          | Ezüst Istennő – Legjobb szerkesztés                        | Mariana Rodríguez, Webster Batista                          | Elnyerte |
| 2011 | Mexikói filmes újságírók díja          | Ezüst Istennő – Legjobb film                               |                                                             | Elnyerte |
| 2011 | Mexikói filmes újságírók díja          | Ezüst Istennő – Legjobb eredeti filmdal                    | Los Tucanes de Tijuana                                      | Elnyerte |
| 2011 | Mexikói filmes újságírók díja          | Ezüst Istennő – Legjobb forgatókönyv                       | Luis Estrada, Jaime Sampietro                               | Elnyerte |
| 2011 | Mexikói filmes újságírók díja          | Ezüst Istennő – Legjobb férfi mellékszereplő               | Joaquín Cosio                                               | Elnyerte |
| 2011 | Mexikói filmes újságírók díja          | Ezüst Istennő – Legjobb férfi mellékszereplő               | Ernesto Gómez Cruz                                          | Elnyerte |
| 2011 | Mexikói filmes újságírók díja          | Ezüst Istennő – Legjobb színésznő                          | Elizabeth Cervantes                                         | Jelölés  |
| 2012 | ACE-díjak                              | Legjobb férfi színész                                      | Damián Alcázar                                              | Elnyerte |
| 2012 | ACE-díjak                              | Legjobb film                                               |                                                             | Elnyerte |
| 2012 | San Diego Latin-Amerikai Filmfesztivál | Corazón-díj – Jegjobb játékfilm                            |                                                             | Elnyerte |